# Gniezno

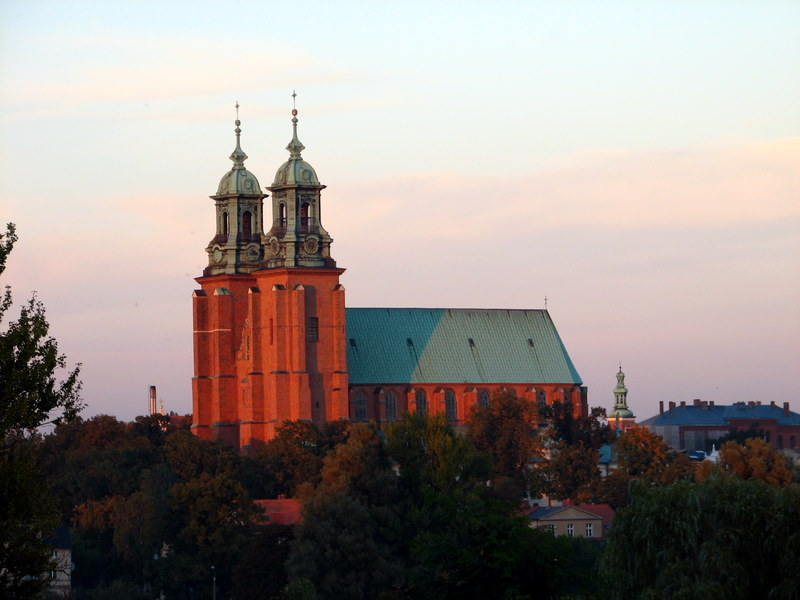
Gniezno

Gnieznoⓘ (AFI [ˈgɲeznɔ], germană Gnesen) este un oraș din voievodatul Polonia Mare, din partea de centru-vest a Poloniei, reședința powiatului gnieźnieński. Are o populație de 70.080 de locuitori și suprafață de 49 km². A fost probabil prima capitală a statului suveran polonez. Arhiepiscopul  Arhidiecezei de Gniezno este primatul Poloniei.

## Istorie
Orașele Gniezno și Poznań din apropiere au fost cucerite, jefuite și distruse în 1038 de către ducele Boemian Bretislav I, ceea ce i-a făcut pe următorii conducători polonezi să mute capitala poloneză la Cracovia pentru mai multe secole în viitor.